# 16939 Rishabhmisra
16939 Rishabhmisra è un asteroide della fascia principale. Scoperto nel 1998, presenta un'orbita caratterizzata da un semiasse maggiore pari a 2,784328 UA e da un'eccentricità di 0,027064, inclinata di 5,639336° rispetto all'eclittica.